# Peter Kuhn (Judaist)
Peter Kuhn (* 1938 in Dinkelsbühl) ist ein deutscher Judaist und Theologe.

## Leben
Kuhn machte 1957 sein Abitur am Humanistischen Gymnasium bei St. Anna in Augsburg. Von 1957 bis 1965 studierte er evangelische und katholische Theologie, Judaistik und Semitistik in Tübingen, Basel und Bonn. Mit einer Untersuchung über Gottes Selbsterniedrigung in der Theologie der Rabbinen promovierte er 1965 bei Otto Spies an der Rheinischen Friedrich-Wilhelms-Universität in Bonn. Von 1966 bis 1972 war Kuhn wissenschaftlicher Assistent am Lehrstuhl für Dogmatik bzw. Dogmatik und Dogmengeschichte von Joseph Ratzinger an den Universitäten Tübingen und Regensburg. Von 1972 bis 1975 studierte er katholische Theologie an der Universität Regensburg und promovierte dort mit einer Studie über Gottes Trauer und Klage in der rabbinischen Überlieferung bei Heinrich Groß. 1977 bis 1980 war Kuhn Referent beim Bischofsvikar für Glaubensfragen, Hubert Luthe, am Erzbistum Köln und arbeitete dort unter anderem an der Revision der Einheitsübersetzung der Bibel (Altes Testament). Von 1980 bis 1982 erhielt er ein Habilitationsstipendium der Deutschen Forschungsgesellschaft. Mit einer Arbeit über Offenbarungsstimmen im Antiken Judentum habilitierte er sich 1986 im Fach Judaistik an der Johann Wolfgang Goethe-Universität in Frankfurt am Main. Von 1986 bis 1990 hielt er Lehrveranstaltungen an den Universitäten Frankfurt, Eichstätt und Duisburg ab. Von 1991 bis 2013 war Kuhn Professor für Judaistik an der Philosophisch-theologischen Hochschule der Salesianer Don Boscos in Benediktbeuern.

## Publikationen
Buchveröffentlichungen
- Gottes Selbsterniedrigung in der Theologie der Rabbinen, München (Kösel) 1968 (Studien zum Alten und Neuen Testament, Bd. XVII) (= phil. Diss.)
- Gottes Trauer und Klage in der rabbinischen Überlieferung (Talmud und Midrasch), Leiden (Brill) 1978 (Arbeiten zur Geschichte des Antiken Judentums und Urchristentums, Bd. XIII) (= theol. Diss.)
- Weißt du, wo Gott zu finden ist? Geschichten aus dem chassidischen Judentum, Kevelaer (Butzon u. B.) 1984
- Offenbarungsstimmen im Antiken Judentum. Untersuchungen zur Bat Qol und verwandten Phänomenen, Tübingen (Mohr Siebeck) 1989 (Texte und Studien zum Antiken Judentum, Bd. 20) (= Habil.schrift)
- Bat Qol. Die Offenbarungsstimme in der rabbinischen Literatur. Sammlung, Übersetzung und Kurzkommentierung der Texte, Regensburg (Pustet) 1989 (Eichstätter Materialien, Abt. Theologie und Philosophie, Bd. 13)
- Jüdischer Friedhof Georgensgmünd. Mit Beiträgen von Dagmar Dietrich, Wolf-Dieter Grimm, Barbara Rösch, München Berlin (Deutscher Kunstverlag) 2006 (Die Kunstdenkmäler von Bayern, Neue Folge, Bd. 6)
- Zeugnisse jüdischer Kultur in Ichenhausen, Günzburg 2009 (Ichenhausen. Von den Anfängen bis zur Gegenwart, Bd. I, 2007, S. 178–210)
- Gespräch über Jesus (Hrsg.). Papst Benedikt XIV. im Dialog mit Martin Hengel und Peter Stuhlmacher, Tübingen (Mohr Siebeck) 2010.

Aufsätze
- Die Sakramente der Kirche – siebenfältige Einheit, in: Christusbegegnung in den Sakramenten, hrsg. v. H. Luthe, Kevelaer 1981, S. 121–199
- Zu einem rabbinischen Weisheitsspruch (Avot IV 13), in: Weisheit Gottes – Weisheit der Welt, Festschrift für Joseph Kardinal Ratzinger zum 60. Geburtstag, St. Ottilien 1987, Bd. I, S. 593–602
- Jüdische Hoheliedexegese seit dem Beginn der Aufklärung, in: Nordisk Judaistik / Scandinavian Jewish Studies, vol. 12 (1991), S. 83–92
- Hans Striedl, Bibliothekar und Orientalist (1907-2002), in: Orient als Grenzbereich? Rabbinisches und außerrabbinisches Judentum, Wiesbaden 2007 (Abhandlungen für die Kunde des Morgenlandes, Bd. LX), S. 201–215
- Steinchen, Gras und Erdenstaub. Ursprung und Bedeutung jüdischer Friedhofsbräuche, in Envisioning Judaism, Studies in Honor of Peter Schäfer on the Occasion of his Seventienth Birthday, Tübingen 2013, S. 1205–1227

Lexikonartikel
- Hoheslied (II. Auslegungsgeschichte im Judentum), in: Theol. Realenzyklopädie, Bd. 15 (1986), S. 503–508
- Himmelsstimme (Bat Qol), in: Religion in Geschichte und Gegenwart, Bd. 3 (2000), Sp. 1756
- Schöpfung (III. Judentum), in: Lexikon für Theologie und Kirche, Bd. 9 (2000), Sp. 224–226
- Trauer (III. Judentum), in: Theol. Realenzyklopädie,   Bd. 34 (2002), S. 11–14

Rezensionen (Auswahl)
- Theol. Revue, Jg. 75 (1979), Sp. 103–106, zu: Peter Schäfer, Rivalität zwischen Engeln und Menschen, Berlin, New York 1975
- Theol. Revue, Jg. 82 (1986), Sp. 32–34, zu: Alfred Schneider, Wort Gottes und Kirche im theologischen Denken von Heinrich Schlier, Frankfurt/M.:  1981
- zuletzt: Verhandlungen des Histor. Vereins der Oberpfalz, Bd. 158 (2018), S. 388–391, zu: Klaus Himmelstein (Hrsg.), Jüdische Lebenswelten in Regensburg. Eine gebrochene Geschichte, Regensburg 2018

## Gegenwärtige Forschungsvorhaben
Umfassende Inventarisierung der Jüdischen Friedhöfe von Ichenhausen (Bayer. Schwaben) und Schopfloch (Mittelfranken).